# Corazón valiente
Fearless Heart è una serie televisiva statunitense, trasmessa dal 2012 al 2013 su NBC.

## Trama
Due amiche: Angela Valdez e Samantha Sandoval Navarro da ragazze vivevano in Messico, a Valle de Bravo, dove sono cresciute con le loro famiglie e insieme. Miguel Valdez il padre di Angela era la guardia del corpo di Samantha, figlia di una famiglia ricca (anche se poi si scoprirà che non è così e che è figlia di Miguel e sorella di Angela). Un giorno le loro vite cambiano per sempre quando Samantha viene fatta sequestrare da Bernardo Del Castillo e Estela Valdez per vendicarsi (Bernardo del tradimento di sua moglie con il "padre" di Samantha e Estela del tradimento di suo marito, lei, infatti, chiederà che il riscatto venga consegnato da Miguel). Dopo la morte di Miguel, che ha salvato Samantha, le due famiglie si separano ma le due ragazze si promettono di rincontrarsi).
La storia riprende a Los Angeles, dove Samantha e Angela si reincontrano, l'una guardia del corpo (come Miguel, infatti le due amiche avevano promesso anche di seguire le sue orme), l'altra possiede una caffetteria ma diventerà anche lei guardia del corpo. Le due amiche, ormai grandi, dovranno affrontare molti pericoli, buoni e cattivi momenti; incontreranno anche l'amore (Samantha incontrerà Guillermo Del Castillo, il suo amore dei 15 anni con cui aveva avuto un figlio sottratogli dal padre Dario Sandoval, Angela incontrerà Juan Marcos Arroyo; entrambe le storie saranno ostacolate da persone e inganni).
Da un altro lato non può mancare l'antagonista della storia: Fernanda Del Castillo. Lei, durante il periodo delle scuole superiori, veniva presa in giro da tutti perché era brutta, le venivano fatti scherzi pesanti e aveva un solo amico: Vicente La Madrid. In seguito a una scommessa, Fernanda rimane incinta di Juan Marcos Arroyo, il padre Bernardo Del Castillo manda Vicente a farla cadere giù dalle scale e perdere così il bambino. Vicente all'inizio dice che a farla cadere è stato il migliore amico di Juan Marcos: Gonzalo, il quale viene ucciso da lei. Da grandi le confessa che era stato Juan Marcos e lei per vendicarsi prova a uccidere la sua famiglia.
Appariranno poi Miguel Gutiérrez/Valdez (il figlio di Miguel Valdez), Fabiola Ferrara/Arroyo (la vera sorella di Juan Marcos) e altri personaggi.

## Puntate
| Stagione       | Puntate | Prima TV USA | Prima TV Italia |
| -------------- | ------- | ------------ | --------------- |
| Prima stagione | 206     | 2012-2013    | inedita         |

## Personaggi e interpreti

### Principali
- Ángela Valdéz, interpretata da Adriana Fonseca.
- Juan Marcos Arroyo, interpretato da José Luis Reséndez.
- Fernanda del Castillo, interpretata da Aylín Mújica.
- Samantha Sandoval Navarro, interpretata da Ximena Duque.
- Guillermo "Willy" del Castillo, interpretato da Fabián Ríos.
- Emma Arroyo, interpretata da Vanessa Pose.
- Pablo Peralta, interpretato da Jon-Michael Ecker.
- Isabel Uriarte de Arroyo, interpretata da Sonya Smith.
- Miguel Valdéz, interpretato da Jorge Luis Pila.
- Bernardo del Castillo, interpretato da Manuel Landeta.
- Lorena Barrios, interpretata da Carolina Tejera.
- Miguel Valdéz Gutiérrez, interpretato da Gabriel Porras.
- Fabiola Arroyo, interpretata da Brenda Asnicar.
- Laura Águilar, interpretata da Angeline Moncayo.
- Nora "La Madrina", interpretata da Alba Roversi.
- Clara Salvatierra, interpretata da Daniela Navarro.
- Gustavo Ponte, interpretato da Pablo Azar.
- Javier Falcón, interpretato da Gregorio Pernía.
- Jesús Matamoros "El Mesiás", interpretato da Miguel Varoni.

### Secondari
- Perla Navarro, interpretata da Katie Barberi.
- Darío Sandoval, interpretato da Leonardo Daniel.
- Estela de Valdéz, interpretata da Gilda Haddock.
- Luis Martínez / Camilo Martínez, interpretato da Gabriel Valenzuela.
- Renzo Mancilla, interpretato da José Guillermo Cortines.
- Ofelia Ramíez, interpretata da Tatiana Capote.
- Vicente La Madrid, interpretato da Alejandro López.
- Diego Villareal, interpretato da Lino Martone.
- Gabriel La Madrid, interpretato da Roberto Plantier.
- Nelly Balbuena, interpretata da Priscila Perales.
- Cecilia, interpretata da Ahrid Hannaley.
- Génesis Arroyo, interpretata da Briggitte Bozzo.
- Violeta Martínez, interpretata da Nicole Arci.
- Ivonne Matamoros "La Niña Bonita", interpretata da Sandra Beltrán.
- Nicolás del Castillo, interpretato da Andrés Cotrino.
- Jessica Águilar del Toro, interpretata da Gabriela Borges.
- Rodrigo Sandoval, interpretato da Jonathan Freudman.
- Esteban de la Vega, interpretato da Eduardo Rodríguez.
- Cayetano Rodriguez "Ringo", interpretato da Tuto Patiño.
- María Fernanda del Castillo, interpretata da María del Pilar Pérez.